# Petra Rossner
Petra Rossner (Lipsia, 14 novembre 1966) è un'ex ciclista su strada e pistard tedesca, fino al 1990 tedesca orientale.

## Carriera
Nativa della Repubblica Democratica Tedesca, muove i primi passi nell'atletica leggera, vincendo anche un titolo alle Spartachiadi giovanili. Passa poi al ciclismo, e già nel 1987, solo ventenne, prende parte al Campionato del mondo su strada di Villach chiudendo in 47ª posizione.
Una delle migliori velociste a cavallo tra gli anni 1990 e i primi anni 2000, ottenne decine di successi tra Europa e Nord America aggiudicandosi, tra le altre, la Coppa del mondo su strada del 2002, nove tappe al Giro Donne (sei solo nel 1995), sette Liberty Classic e due campionati nazionali tedeschi in linea.
Fu molto attiva anche nel ciclismo su pista e si laureò campionessa mondiale a Stoccarda nel 1991 e campionessa olimpica a Barcellona nel 1992 nella specialità dell'inseguimento individuale.
Ha concluso la carriera nel 2004, all'età di 37 anni, dopo due stagioni con l'Equipe Nürnberger Versicherung. Dopo una stagione da direttore sportivo della stessa formazione tedesca, dal 2006 al 2008 ha ricoperto la stessa carica per il Team HTC-Columbia Women (ex T-Mobile), formazione professionistica statunitense.

## Palmarès

### Strada
- 1987

2ª tappa Družba
- 1988

3ª tappa Družba
- 1989

5ª tappa Tour de l'Aude
9ª tappa Tour de l'Aude
- 1990

Stausee Rundfahrt
4ª tappa Niedersachsen-Rundfahrt
Rund um den Henninger-Turm
1ª tappa Grand Prix Postgiro
4ª tappa Grand Prix Postgiro
5ª tappa Grand Prix Postgiro
Schellenberg-Rundfahrt
1ª tappa Giro Donne
- 1991

8ª tappa Niedersachsen-Rundfahrt
5ª tappa Tour de la Drôme
6ª tappa Tour de la Drôme
2ª tappa Grosser Preis des Kanton Zürich
4ª tappa Grosser Preis des Kanton Zürich
5ª tappa Grosser Preis des Kanton Zürich
- 1992

3ª tappa Drei Tagen von Pattensen
- 1994

4ª tappa Volta a Portugal
- 1995

1ª tappa Rothmans Classic
4ª tappa Vuelta a Mallorca
1ª tappa Giro Donne
4ª tappa Giro Donne
7ª tappa Giro Donne
8ª tappa Giro Donne
10ª tappa Giro Donne
11ª tappa Giro Donne
2ª tappa Tour Cycliste
6ª tappa Thüringen Rundfahrt
3ª tappa Masters Féminin
- 1996

3ª tappa Tour de l'Aude
Liberty Classic
4ª tappa Giro del Trentino-Alto Adige/Südtirol
- 1997

9ª tappa Street-Skills Cycle Classic
4ª tappa Vuelta a Mallorca
- 1998

6ª tappa Street-Skills Cycle Classic
Liberty Classic
5ª tappa International Challenge
2ª tappa Tour Cycliste
13ª tappa Tour Cycliste
- 1999

1ª tappa Tour de l'Aude
3ª tappa Tour de l'Aude
Liberty Classic
13ª tappa International Challenge
2ª tappa Giro Donne
6ª tappa Giro Donne
5ª tappa Thüringen Rundfahrt
12ª tappa Grande Boucle
16ª tappa Grande Boucle
3ª tappa Holland Tour
4ª tappa Holland Tour
6ª tappa Holland Tour
Tour Beneden-Maas
- 2000

4ª tappa Redlands Bicycle Classic
1ª tappa Sea Otter Classic
3ª tappa Sea Otter Classic
Classifica generale Sea Otter Classic
1ª tappa Tour de l'Aude
4ª tappa Tour de l'Aude
7ª tappa International Challenge
5ª tappa Grande Boucle
- 2001

Campionati tedeschi, Prova in linea
2ª tappa Vuelta a Mallorca
4ª tappa Vuelta a Mallorca
2ª tappa Tour de l'Aude
5ª tappa Tour de l'Aude
Liberty Classic
6ª tappa International Challenge
4ª tappa Thüringen Rundfahrt
5ª tappa Thüringen Rundfahrt
5ª tappa Grand Prix du Québec
2ª tappa Holland Tour
4ª tappa Holland Tour
5ª tappa Holland Tour
Classifica generale Holland Tour
- 2002

Hamilton World Cup
Canberra World Cup
1ª tappa Gracia-Orlová
3ª tappa Gracia-Orlová
11ª tappa Tour de l'Aude
Liberty Classic
1ª tappa International Challenge
4ª tappa International Challenge
1ª tappa Grande Boucle
Rotterdam Tour
Classifica finale Coppa del mondo
- 2003

1ª tappa Gracia-Orlová
5ª tappa Gracia-Orlová
Prologo Tour de l'Aude
11ª tappa Grande Boucle
14ª tappa Grande Boucle
- 2004

3ª tappa Geelong Tour
3ª tappa Gracia-Orlová
2ª tappa Tour de Grand Montréal
Liberty Classic
2ª tappa GP Krásná Lípa
3ª tappa Thüringen Rundfahrt
4ª tappa Thüringen Rundfahrt
Rotterdam Tour
Rund um die Nürnberger Altstadt

### Pista
- 1991

Campionato del mondo, inseguimento individuale
- 1992

Giochi olimpici, inseguimento individuale

## Piazzamenti

### Competizioni mondiali
- Campionati del mondo su strada

Chambéry 1989 - In linea: 52ª
Duitama 1995 - In linea: 48ª
Duitama 1995 - Cronometro: 18ª
Valkenburg 1998 - In linea: 60ª
- Campionati del mondo su pista

Lione 1989 - Inseguimento individuale: 2ª
Maebashi 1990 - Corsa a punti: 4ª
Stoccarda 1991 - Inseguimento individuale: vincitrice
Valencia 1992 - Corsa a punti: 4ª
- Giochi olimpici

Seoul 1988 - In linea: ritirata
Barcelona 1992 - In linea: 28ª
Barcelona 1992 - Inseguimento individuale: vincitrice
Sidney 2000 - In linea: 30ª

## Vita privata
Apertamente lesbica, nel 1996 ha convissuto a Leipzig con la sua compagna Judith Arndt, anch'ella ciclista professionista; nel 2005 le due sono state ambasciatrici dei Gay Games, ma in seguito la loro storia è naufragata.